# Siebenrockiella leytensis
Espèce
Synonymes
- Heosemys leytensis Taylor, 1920

Statut de conservation UICN

 CR A2d, B1+2c : 
En danger critique
Statut CITES
Siebenrockiella leytensis, ou Héosémyde de Leyte, est une espèce de tortues de la famille des Geoemydidae.

## Répartition et habitat
Cette espèce est endémique des îles de Palawan et Dumaran aux Philippines. Elle vit dans les zones humides de la forêt tropicale : ruisseaux, petites rivières, marécages...

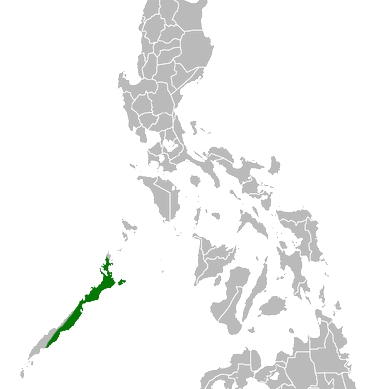
Répartition de l'Héosémyde de Leyte

## Description
C'est une tortue nocturne.
La longueur de la carapace peut atteindre 30 cm et plus. 

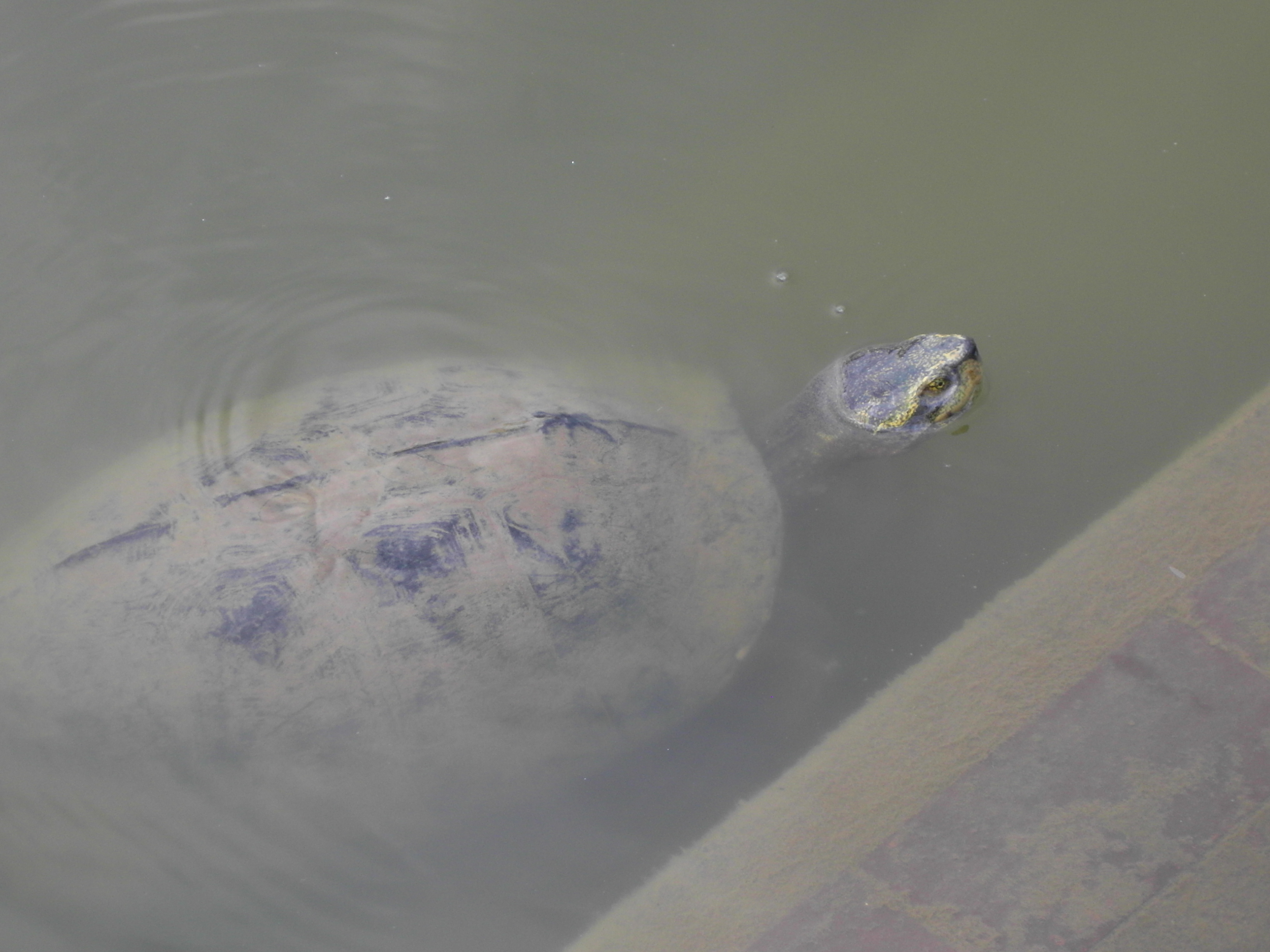

La dossière est brune à noire et le plastron est non articulé.

## Étymologie
Son nom d'espèce, composé de leyt et du suffixe latin -ensis, « qui vit dans, qui habite », lui a été donné en référence au lieu de sa découverte, l'île de Leyte, apparemment en erreur.

## Menace
Cette tortue est menacée par son exploitation commerciale.

## Publication originale
- Taylor, 1920 : Philippine turtles. Philippine Journal of Science, Manila, vol. 16, no 2, p. 111-144 (texte intégral).